# 2017 في المكسيك
فيما يلي قوائم الأحداث التي وقعت خلال عام 2017 في المكسيك.

## أحداث
- 7 سبتمبر – زلزال تشياباس 2017
- 1 سبتمبر – زلزال وسط المكسيك 2017

## سياسة

### انتهاء فترة المنصب
- 1 يناير – أندريس مانويل لوبيس أوبرادور: رئيس حزب حركة التجديد الوطنية.

## وفيات

### فبراير
- 22 فبراير – ريكاردو دومينغيز (مواليد 1985) ملاكم مكسيكي.

### مايو
- 17 مايو – راؤول كوردوبا (مواليد 1924) لاعب كرة قدم مكسيكي.
- 19 مايو – ديفيد سانشيز (مواليد 1982) ملاكم مكسيكي.

### يوليو
- 6 يوليو – ديفيد ألونسو لوبيز (مواليد 1977) ملاكم مكسيكي.

### أكتوبر
- 2 أكتوبر – إيفانخلينا إليثوندو (مواليد 1929) ممثلة مكسيكية.